# Altwiller
Altwiller (Altweiler in tedesco e Àltwiller in dialetto alsaziano) è un comune francese di 377 abitanti situato nel dipartimento del Basso Reno nella regione del Grand Est. Si trova al confine con il dipartimento della Mosella.
Frammenti di vasi ed altri pezzi gallo-romani sono stati trovati nella località di Bonnefontaine. La località è situata sul passaggio della via del sale. Oltre alle due frazioni di Neuweyershof ed l'area di Bonnefontaine, il villaggio comprendeva nei suoi dintorni anche un piccolo villaggio scomparso, Honkesen-Huntzen.
Altwiller è stata abbandonata nel XV secolo e ricostruita un po' più lontano nel 1559 dagli ugonotti provenienti dalla Lorena. Parzialmente ridistrutto dai croati nel 1635, diventa il capoluogo della regione di Harskirchen. Il comune viene annesso alla Francia nel 1793.
La fonte minerale dalle virtù diuretiche e purgative scoperta verso il 1603 diede l'idea nel 1816 ad un banchiere di Basilea di costruire una stazione termale con castello, parco e sala da ballo. Il castello è costruito tra 1818 e 1822, ma lo sfruttamento della stazione, in mancanza di sufficiente clientela, si conclude con un fallimento. Gli ultimi occupanti del castello saranno gli Schlumberger, proprietari dal 1878.

## Società

### Evoluzione demografica
Abitanti censiti